# Zinc White
『Zinc White』（ジンク・ホワイト）は、辛島美登里のベスト・アルバム。1991年10月25日発売。発売元はファンハウス。規格品番はFHCF-1147。

## 解説
前月の1991年9月25日に発売された「夏色物語 / 黄昏を追い抜いて(New Version)」（FHDF-1118）が収録されたベスト・セレクション・アルバム。
初回プレス分には、スウェーデンで撮影された豪華52ページのブックレット付。
全13曲中2曲（「草原のささやき」「Snow Parade」）が本作用の新曲、「夏色物語」は先行シングル、「黄昏を追い抜いて(New Version)」は別アレンジ、「サイレント・イヴ」はピアノ弾き語りヴァージョン、残り8曲はすべてリミックスされて収録された。
同日、「サイレント・イヴ」がジャケット変更・カラオケを加え、品番変更され再発売された（FHDF-1129）。
2024年5月29日音楽配信サイトにて配信スタート

## 収録曲
| 全作詞: 辛島美登里（特記以外）、全作曲: 辛島美登里。 |                                                                  |                        |            |            |      |
| #                                                    | タイトル                                                         | 作詞                   | 作曲・編曲 | 編曲       | 時間 |
| 1.                                                   | 「黄昏を追い抜いて (New Version)」(作詞：辛島美登里・小泉まさみ) | 辛島美登里（特記以外） | 辛島美登里 | 若草恵     | 5:20 |
| 2.                                                   | 「草原のささやき」                                               | 辛島美登里（特記以外） | 辛島美登里 | 若草恵     | 5:15 |
| 3.                                                   | 「赤わいん（Remix Version）」                                    | 辛島美登里（特記以外） | 辛島美登里 | 久米大作   | 4:14 |
| 4.                                                   | 「時間旅行（Remix Version）」                                    | 辛島美登里（特記以外） | 辛島美登里 | 久米大作   | 4:25 |
| 5.                                                   | 「Emerald Dream（Remix Version）」                               | 辛島美登里（特記以外） | 辛島美登里 | 久米大作   | 4:17 |
| 6.                                                   | 「想い出のVacation（Remix Version）」                            | 辛島美登里（特記以外） | 辛島美登里 | 久米大作   | 4:20 |
| 7.                                                   | 「最後の手紙（Remix Version）」                                  | 辛島美登里（特記以外） | 辛島美登里 | 久米大作   | 5:18 |
| 8.                                                   | 「夏色物語」                                                     | 辛島美登里（特記以外） | 辛島美登里 | 若草恵     | 4:50 |
| 9.                                                   | 「ツバメ（Remix Version）」                                      | 辛島美登里（特記以外） | 辛島美登里 | 若草恵     | 3:59 |
| 10.                                                  | 「気をつけて（Remix Version）」                                  | 辛島美登里（特記以外） | 辛島美登里 | 久米大作   | 5:13 |
| 11.                                                  | 「Snow Parade」                                                  | 辛島美登里（特記以外） | 辛島美登里 | 村瀬恭久   | 3:52 |
| 12.                                                  | 「イエスタデイ」                                                 | 辛島美登里（特記以外） | 辛島美登里 | 久米大作   | 5:21 |
| 13.                                                  | 「サイレント・イヴ（Piano Version）」                            | 辛島美登里（特記以外） | 辛島美登里 | 辛島美登里 | 4:56 |
| 合計時間:                                            | 合計時間:                                                        | 合計時間:              | 61:20      |            |      |